# 余乾貞
余乾貞（1533年—1599年），字秉智，號四山，浙江嚴州府遂安縣赤川里人，民籍，明朝政治人物。

## 生平
隆慶元年（1567年）丁卯科浙江鄉試第五十七名舉人，二年（1568年）聯捷戊辰科會試第二百七名，三甲第一百四十八名進士。授福建崇安县知县，五年（1571年）九月選授雲南道試監察御史，查刷光祿寺。萬曆元年（1573年）正月奉命押解直隸山東薊鎮逃軍及各衛應改薊鎮者，八月條陳清理軍政八事。後以事謫江浦縣知縣，十年（1582年）正月與南京兵部郎中劉學朱因考察彼此揭辯，二人同被褫職閑住。万历二十七年已亥（1599年）三月初五去世，享年67岁。

## 家族
曾祖余文廣；祖父余鏡；父余仕洪，母江氏；繼母王氏。慈侍下。兄余乾元（歲貢生）、余乾亨（丙午舉人、豐潤知縣）、余乾利。